# 49469 Emilianomazzoni
49469 Emilianomazzoni è un asteroide della fascia principale. Scoperto nel 1999, presenta un'orbita caratterizzata da un semiasse maggiore pari a 3,2055633 UA e da un'eccentricità di 0,0962921, inclinata di 7,93673° rispetto all'eclittica.
L'asteroide è dedicato all'astrofilo italiano Emiliano Mazzoni.